# ハンス・グラース (自動車メーカー)
ハンス・グラース（Hans Glas GmbH ）は、かつてディンゴルフィンク（Dingolfing ）を拠点にしていた西ドイツの自動車製造業者である。
1950年代にバブルカーの一種である超小型車「ゴッゴモビル」を市場に投入して4輪車業界に参入。1960年代にはイタリアのピエトロ・フルアのデザインによる端正なスタイルの1000cc-1700cc級乗用車で上級クラスにも販路を拡大し、V型8気筒エンジン搭載の豪奢な大型クーペまで市販したが、性急な規模拡大が販売に結びつかず、不振により経営に行き詰った。1966年の経営破綻後、工場設備等はBMWに引き継がれた。

## 歴史
1895年に技術者のアンドレアス・グラース（Andreas Glas ）はピルスティンク（Pilsting ）で農業機械の修理会社を設立した。彼は社名をアンドレアス・グラース、蒸気機関農業機械修理会社（Andreas Glas、Reparaturwerkstätte für landwirtschaftliche Maschinen mit Dampfbetrieb ）とした。夏期の期間は約16名の従業員が働いていた。1905年にアンドレアス・グラース社は最初の種まき機を製造し、その後グラースは冬期にも全従業員を雇用できる程の仕事を得た。種まき機の生産量は年々増えていった。
1905年/06年 冬期 - 種まき機 10台
1906年 秋 - 20 pieces
1906年/07年 冬期 - 40台
1907年 - 60 pieces
1907年/08年 冬期 - 種まき機 254台
1905年にグラースはディンゴルフィンクに支店を開設し、1908年にディンゴルフィンクで年産150台の種まき機の生産を開始した。生産量は年々増えていった。
アンドレアスの息子であるハンス・グラース（1890-1969）は、機械技術を学んだあと、農業機械の技術改良や販売などにあたっていたが、1924年に父の会社に戻り、やがて会社を引き継いだ。
第二次世界大戦後、種まき機の市場は縮小していったためグラース社は今後どのような製品を製造すべきかを決定しなければならなかった。種まき機に続いて小さなcarrowを製造することに決め、後には製パン用の機械を製造した。

## 製品

### スクーター
1940年代末、ハンス・グラースは旅行でイタリアのヴェローナに行き、そこでピアッジオのスクーターのヴェスパを見た。彼はこの乗り物に夢中になり、自社工場でのスクーター製造をもくろんだ。
イタリア製スクーターよりもより大型の流線形カバーを備えたグラースのスクーターは「ゴッゴローラー」(Goggo-Roller)というペットネームを与えられた。のちの「ゴッゴモビル」にも引き継がれた「ゴッゴ」という奇妙なネームは、ハンス・グラース自身の孫の愛称にちなんだものであった。
1951年7月に生産開始されたゴッゴローラーは当初125ccのエンジンを積んだが後に150ccになり最後には200ccになった。1956年までに46,181台のスクーターが製造され、ゴッゴモビル車のためにスクーターの製造は中止された。1953年からは200cc、9.5馬力のエンジンを搭載し250kgまで積める荷物運搬用スクーターも生産された。

### 四輪車業界への参入と頓挫
グラースは1955年に、リアエンジンの超小型自動車・ゴッゴモビルを発表し、市販開始した。この時代のドイツで流行した超小型のバブルカーの中でも比較的穏健な設計を用いており、実用性が高かったため、250cc-400ccの2ストロークエンジンを搭載したこのミニカーは市場で成功、1958年からは若干大きな700cc級コンパクトカー「ゴッゴモビル・イザール」も追加された。
グラースはミニカーカテゴリーに飽き足りることなく、（西ドイツでは直前に老舗の中堅自動車メーカーであるボルクヴァルトが経営破綻していた時世にもかかわらず）1962年にピエトロ・フルアがデザインした1000ccクラスの小型セダン「グラース・1004」で通常クラスの小型乗用車市場に参入した。このモデルは当初から動弁機構にSOHCを採用しており、しかもそのカムシャフトの駆動にはチェーンでなく新技術のコグドベルトを世界で最初に導入している。1964年にはやはりフルア・デザインのグラース・1300GT（後に1700GT）を市場に導入した。しかし市場での競争（主に英国車との）は激しく、ゴッゴモビル以外の乗用車の販路は伸びなかった。
1966年には、フルアのデザインになる豪奢なボディに、排気量が2.6LぎりぎりのSOHC V型8気筒 エンジン搭載の2600GTを発売した。しかしこれは経営に何の助けにもならず、同年遅くに会社はBMWに売却された。
以後のグラース車は短期間BMWにより生産され続けたがBMW製エンジンが搭載された。グラース・1300GT クーペには1.6LのBMWエンジンを載せBMW 1600GTと改称し、グラース・2600GTには3Lのエンジンを搭載して3000GTとした。3000GTはグラースブランドのままであったが車体の前後にはBMWのロゴマークが付いていた。1968年にBMWは独自の大型クーペ2500CSを造り、これがグラース・ブランドの終わりとなった。277台の2600GTと389台の3000GTが製造された。
最後まで生産が続いたのはゴッゴモビルであり、1969年の製造終了までに累計28万台以上を生産した。グラース社の四輪車製造ビジネスでまともな成功を収めたのはゴッゴモビルだけであった。1969年、ハンス・グラースはインフルエンザにより死去した。

### 生産された自動車とその推移
- ゴッゴモビルT250、T300、T400、セダン（1955-1969年）、クーペ（1957-1969年）、トランスポーター（1957-1965年）
- グラースイザールT600、T700（1958-1965年）
- グラース1004、1204、1304（1962-1968年）
- グラース1300GT、1700GT（1963-1967年）
- グラース1700（1964-1968年）
- グラース2600V8、3000V8（1966-1968年） - ニックネームはグラセラティ（Glaserati ）、同時期のマセラティ車とよく似ていることから。

1966年末にグラースはBMWの一部となった。--04型、GTと1700セダンは最後の生産年度にはBMWのバッジを付けられた。
GTは再設計され、BMW製のエンジンとリアアクスルを搭載して1968年までBMW1600GTとして販売された。
V8はグラース製のより排気量の大きいエンジンを搭載して1968年までBMW-グラース3000V8として販売された。
幾らかの変更を加えて製造された1700セダンは 南アフリカ共和国の輸入業者により1974年までBMW1800SAとして販売された。
ゴッゴモビルT300、T400、T400クーペ（ショートと名称変更）、グラース イザール（Isar ） T700とグラース 1204は1960年代にアルゼンチンでライセンス生産された。

### BMWとグラース
1962年にBMWは新しいBMW 1500を発売した。この車は非常に高性能かつコンパクトにまとまっていたが、特筆すべきは4ドアモデルが設定されていた点であり、それはこの車が高い人気を得る大きな理由となった（それまでの西ドイツでは、奇妙なことであるが1500ccクラス以下の小型乗用車には慣習的に2ドア仕様しか設定されなかった）。多くの人々がこの車を購入し、経営難の続いてきたBMWは回復軌道に乗った。この成功によりミュンヘン工場の生産能力はすぐに一杯になり、経営陣はグラースを買収する決定を下した。
それまでグラースはゴッゴモビル、新しい設計のイザールとV8を生産していた。1960年代末にBMWはグラースを閉鎖し、全く新しい生産設備を導入してディンゴルフィンクは徐々に非常に重要な生産拠点となっていった。2008年の時点でディンゴルフィンク工場は世界中のBMWの工場の中で最大のものとなり、22,000人の従業員が5、6、7シリーズと共にロールス・ロイス向けのボディも製造している。

## ギャラリー

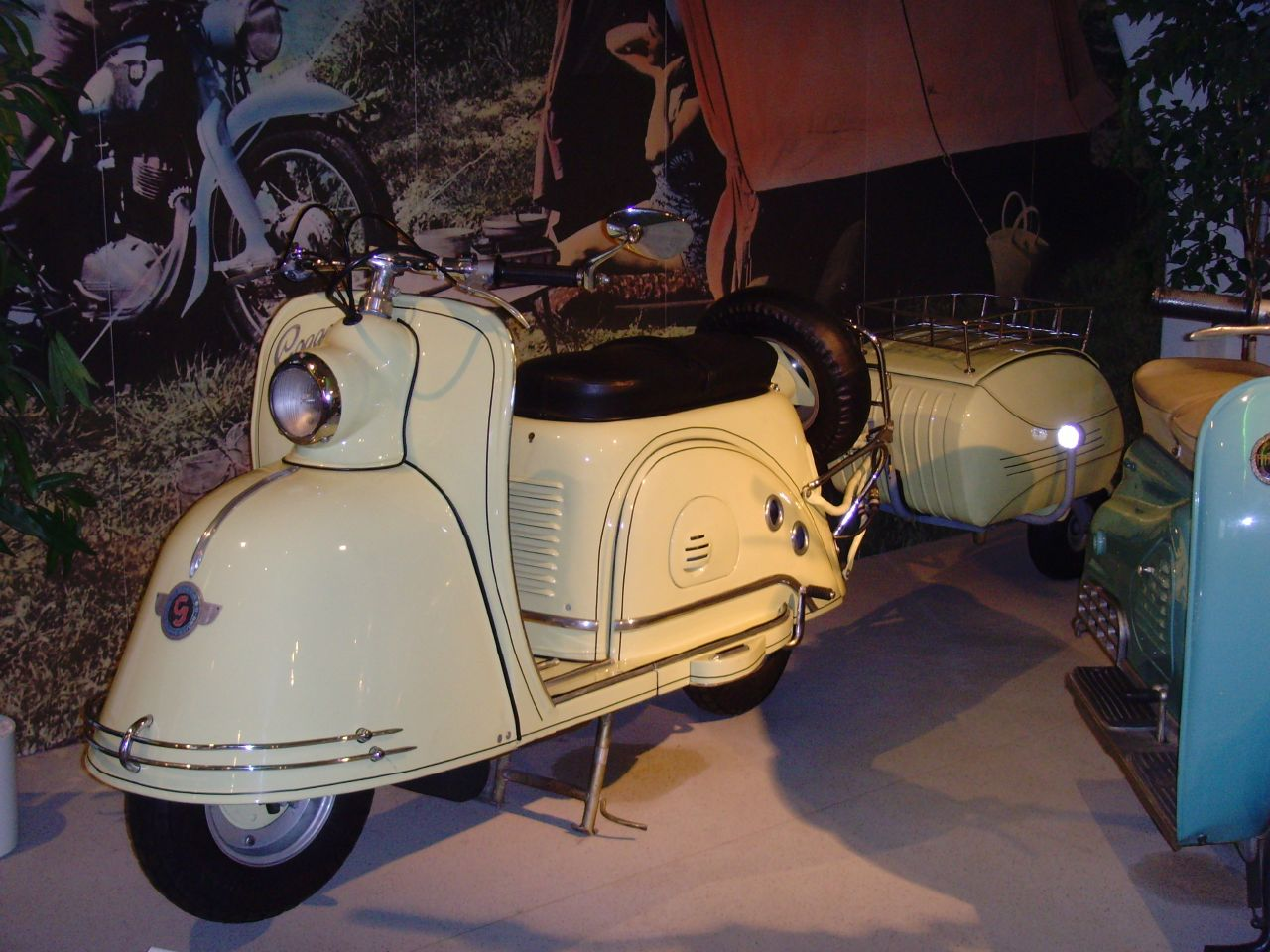
ゴッゴ200
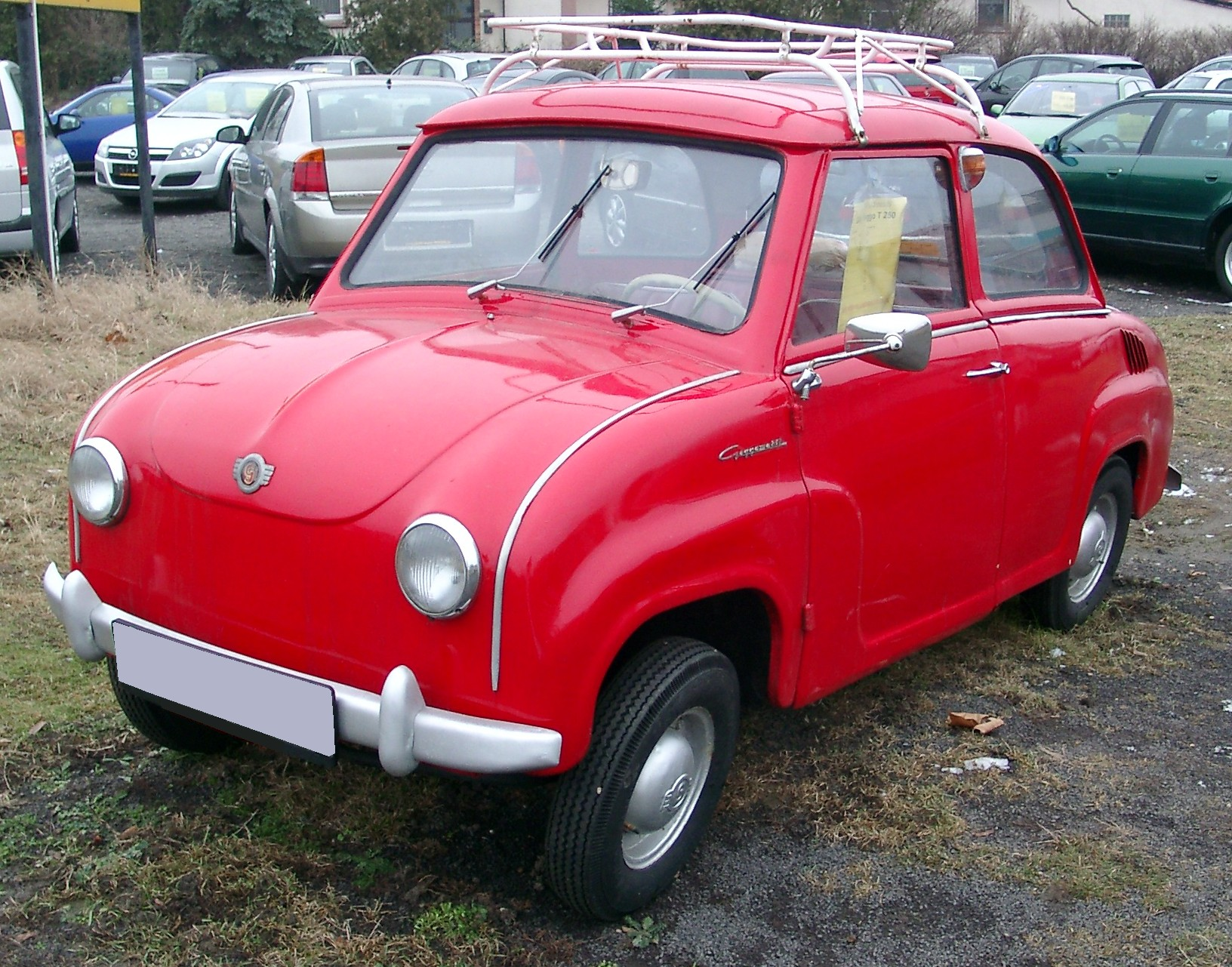
ゴッゴモビル
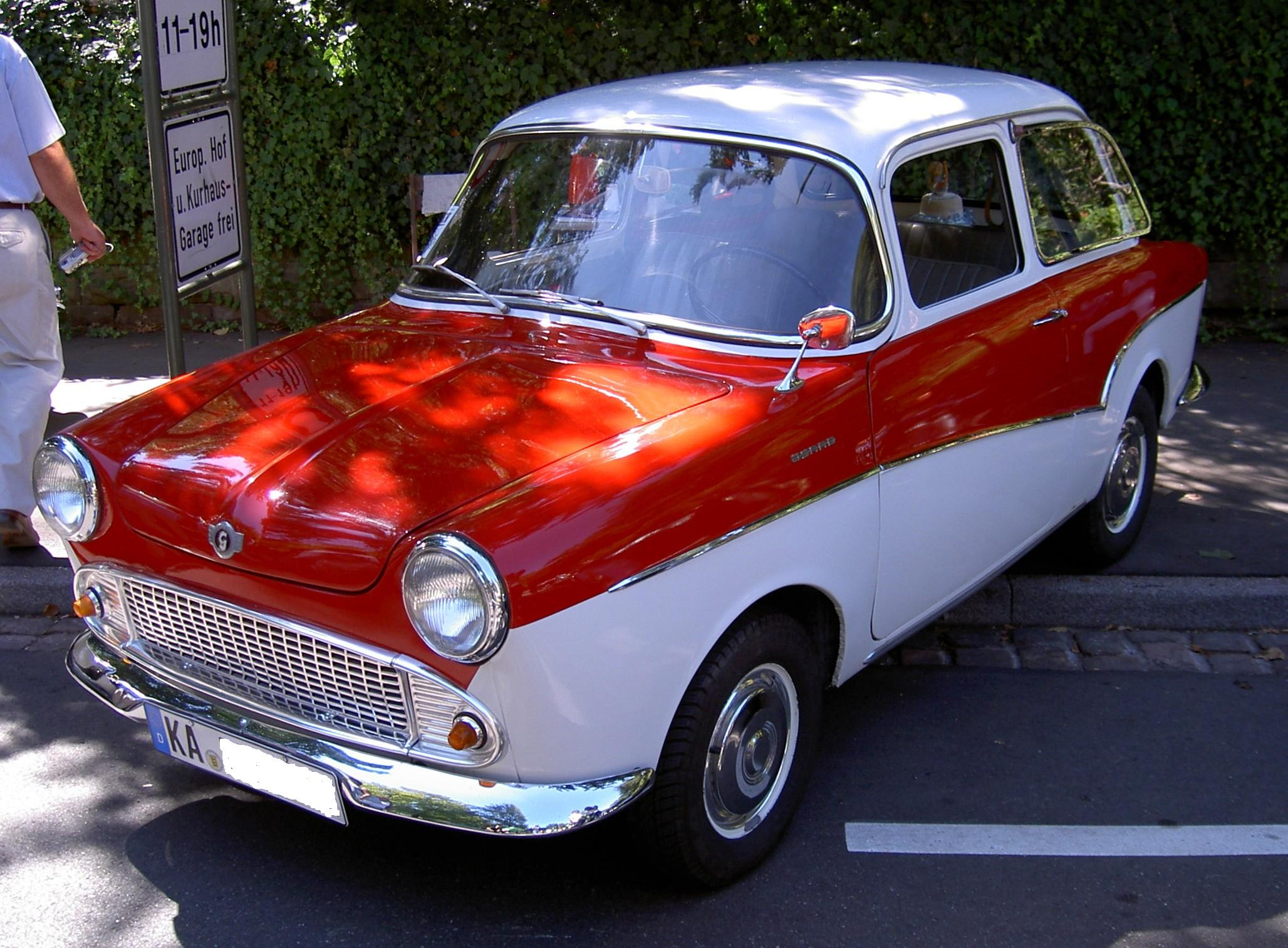
イザール
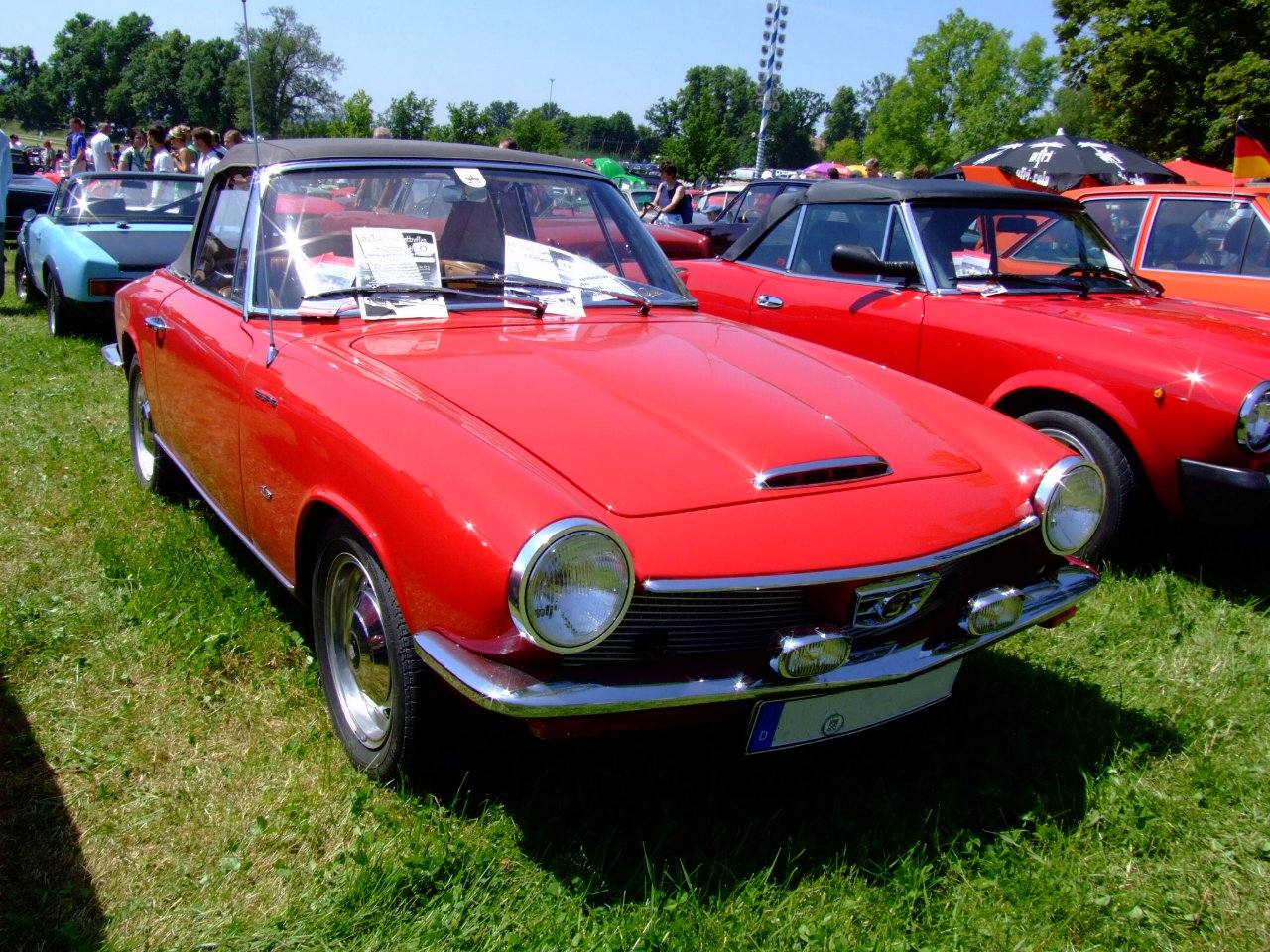
1700GTカブリオレ、1965年
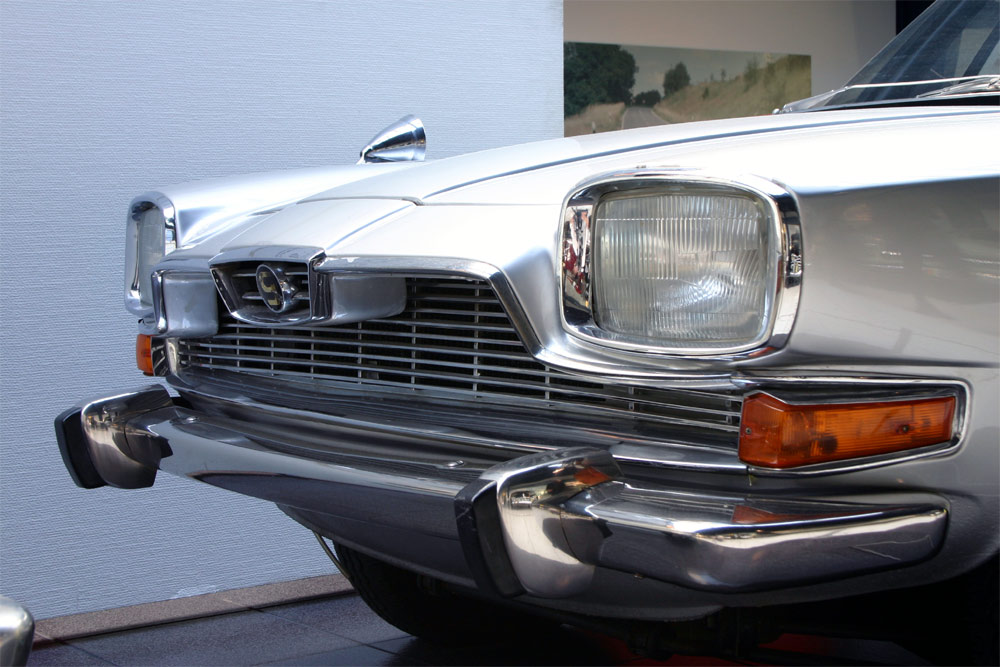
グラースのロゴの付いた1966年製2600。
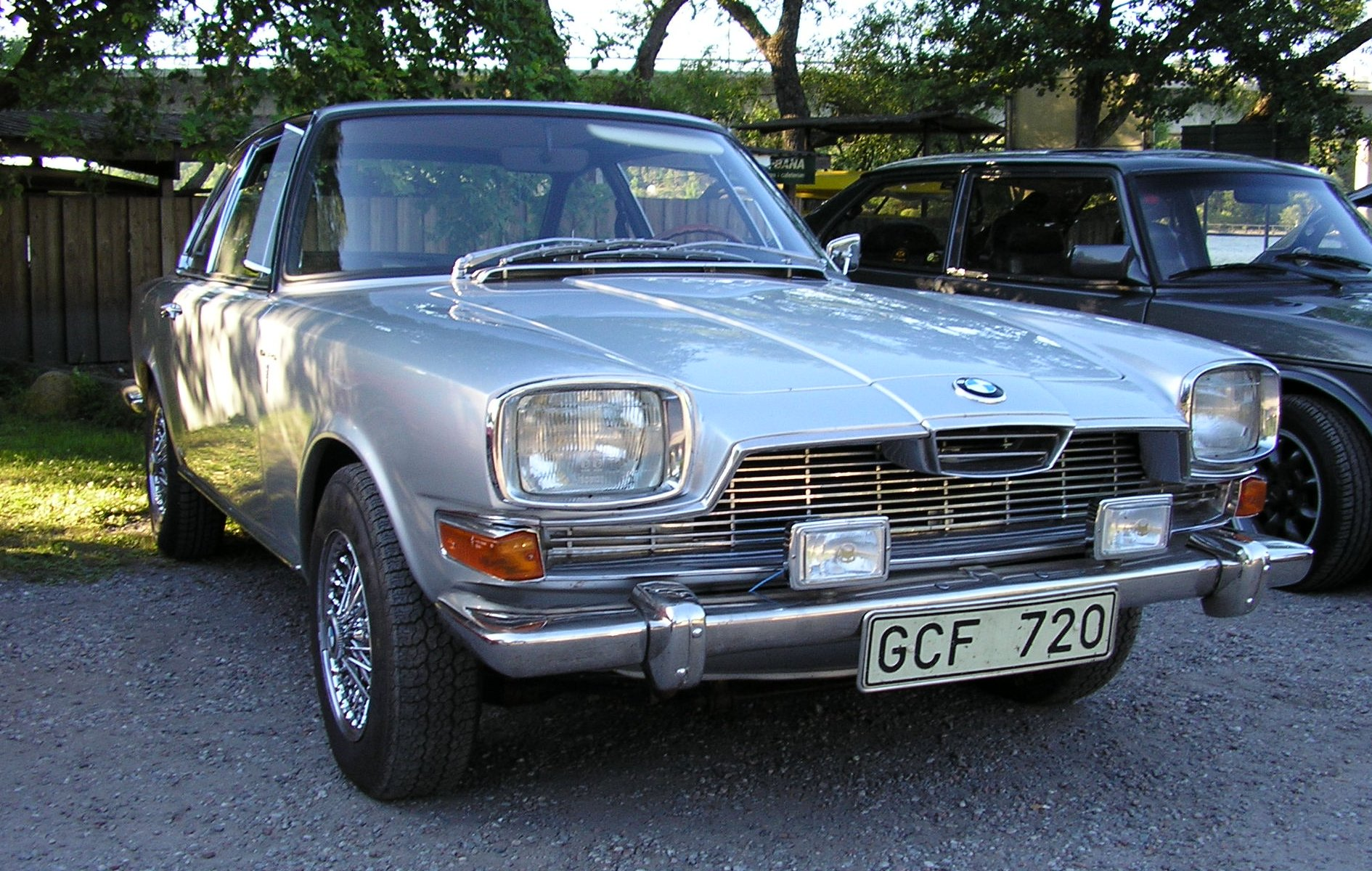
1968年製BMW-グラース3000GT。前部にBMWのロゴが付いているが、同時期の一般のBMW車とはきわめて異質なデザインである